# Timonius belensis
Timonius belensis är en måreväxtart som beskrevs av Elmer Drew Merrill och Lily May Perry.
Timonius belensis ingår i släktet Timonius och familjen måreväxter. Inga underarter finns listade i Catalogue of Life.